# Audon
Audon település Franciaországban, Landes megyében. Lakosainak száma 410 fő (2022. január 1.). Audon Bégaar, Gouts, Onard, Tartas és Vicq-d’Auribat községekkel határos.

## Népesség
A település népességének változása:
| Lakosok száma | 325  | 279  | 276  | 349  | 350  | 368  | 373  | 384  | 388  | 410  |
|               | 1968 | 1982 | 1990 | 2006 | 2013 | 2015 | 2017 | 2019 | 2020 | 2022 |